# Kames House
Kames House, ehemals Besborough, ist eine Villa nahe der schottischen Ortschaft Leitholm in der Council Area Scottish Borders. 1971 wurde das Bauwerk in die schottischen Denkmallisten in der höchsten Denkmalkategorie A aufgenommen. Des Weiteren bildet es zusammen mit verschiedenen Außengebäuden ein Denkmalensemble der Kategorie B.

## Geschichte

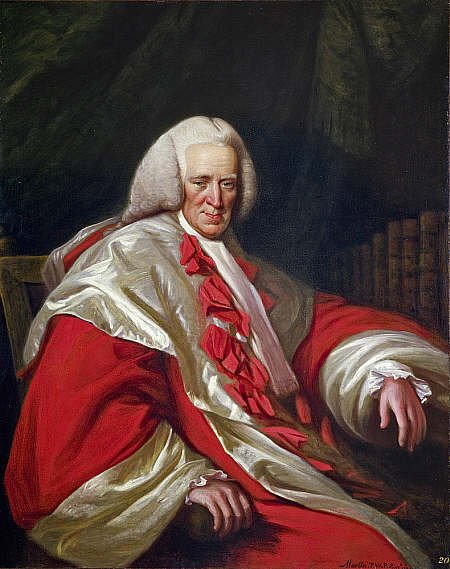
Henry Home, Lord Kames

Die Villa wurde im Laufe des 17. Jahrhunderts erbaut. Der Jurist und Philosoph Henry Home, Lord Kames wurde dort 1696 geboren. Kames bewohnte das Haus und verfasste dort einige seiner bedeutendsten Werke. Als Captain Riddel Kames House zwischen 1783 und 1825 bewohnte, nannte er die Villa nach dem von ihm befehligten Schiff Besborough. Im frühen 20. Jahrhundert wurde Kames House überarbeitet. Hierzu wurde der schottische Architekt Harry Ramsay Taylor verpflichtet.

## Beschreibung
Kames House liegt isoliert rund 1,5 km nördlich von Leitholm. Ursprünglich wies die zweistöckige Villa einen nahezu U-förmigen Grundriss auf. Die südostexponierte Frontseite ist neun Achsen weit, wobei der Mittelteil zurückversetzt ist (Schema 2–5–2). Rechts oberhalb des zweiflügligen Eingangsportals ist eine Wappenplatte eingelassen. Die hervortretenden Gebäudeteile sind mit kolossalen Pilastern und Staffelgiebeln gestaltet. Aus den Fassaden kragen verschiedentlich Tourellen aus. Das schiefergedeckte Dach ist mit Lukarnen mit geschwungenen Dächern gestaltet. Die Fassaden von Kames House sind mit Harl verputzt. Farblich abgesetzt sind Ecksteine und Natursteindetails.